# Adam Walsh
Adam John Walsh, född 14 november 1974, död 27 juli 1981, var en amerikansk pojke som rövades bort från Hollywood Mall i Hollywood, Florida den 27 juli 1981, och senare mördades.

## Försvinnandet
På eftermiddagen den 27 juli 1981 åkte Adam tillsammans med sin mor Revé och shoppade i Hollywood Mall in Hollywood, Florida. De gick in i affären Sears, då Revé skulle fråga om en lampa som var på rea. Hon lämnade Adam i en spelhörna med Atari 2600 spelkonsoler, där flera andra pojkar turades om att spela. När Revé var klar i affären runt klockan 12.15, gick hon för att hämta Adam, men han och de övriga pojkarna hade försvunnit. En butiksanställd sade att pojkarna hade börjat bråka om vems tur det var att spela, och att en säkerhetsvakt bett dem att lämna gallerian. Säkerhetsvakten frågade även pojkarna om deras föräldrar var med dem, vilket de svarade att de inte var.
Efter att Revé letat efter sin son i mer än 90 minuter, och tagit hjälp av gallerians högtalarsystem, ringde hon Hollywood Police klockan 13.55.
Walshs huvud påträffades två veckor senare i en dräneringskanal längs Highway 60 / Yeehaw Junction på landsbygden i Indian River County, Florida. Rättsläkaren kom fram till att Adam blivit strypt till döds, och att han avlidit flera dagar innan huvudet hittades. Resten av kroppen återfanns aldrig.

### Erkännande
Den dömde seriemördaren Ottis Toole erkände mordet på Adam Walsh, men dömdes aldrig för detta specifika brott på grund av brist på bevis och att han senare drog tillbaka bekännelsen. Toole dog i fängelse av leversvikt den 15 september 1996. Inga nya bevis har dykt upp sedan dess och polisen meddelade den 16 december 2008 att ärendet avslutats, eftersom de var övertygade om att Toole var mördaren.

## Efterspel
TV-filmen Adam hade premiär den 10 oktober 1983. 
Filmen baseras på kidnappningen och mordet på Walsh, och sågs av 38 miljoner tittare första gången den visades. Den sändes även 1984 och 1985, och alla dessa sändningar följdes av bilder och beskrivningar av försvunna barn. En telefonsluss upprättades även för att ta emot samtal angående dem. Bilderna och telefonslussen krediterades i slutet för att ha hittat ett antal försvunna barn. 13 av de 55 barn som visades i sändningen 1983 blev återfunna. Den amerikanske rapparen Bizzy Bone, som kidnappades av sin styvfar som barn, återförenades med sin mor efter att en granne känt igen ett foto av honom som visades i slutet av 1983 års sändning.